# Olivier Siegelaar
Olivier Floris Johannes Siegelaar (Haarlem, 24 de outubro de 1986) é um remador neerlandês, medalhista olímpico.

## Carreira
Siegelaar competiu nos Jogos Olímpicos de 2008, 2012 e 2016, sempre integrando a equipe dos Países Baixos no oito com. Em sua primeira aparição, em Pequim, finalizou próximo a zona de medalhas, na quarta colocação. Em Londres, ficou uma posição abaixo e terminou no quinto lugar. Quatro anos depois, no Rio de Janeiro, finalmente conquistou uma medalha com a equipe neerlandesa, obtendo o bronze.